# Усть-Илимский театр драмы и комедии
Театральное движение в Усть-Илимске зародилось с приездом в город в 1975 году Гуляева Василия Владимировича. Окончив Дальневосточный Государственный Институт Искусств во Владивостоке по специальности актёр театра и кино, Василий Гуляев написал письмо в министерство культуры СССР и ЦК ВЛКСМ с просьбой направить его в строящийся на Ангаре новый город «в качестве режиссёра с целью создания там театра».
И в этом же году приступает к работе в «Театре трудящейся молодёжи», который местные власти окрестили «диссидентским». Доцент театрального училища им. Щукина А. Паламишев отмечал «мужественность гуляевских постановок». Театральный критик ВТО Н. Богданова на обсуждении спектакля «Ужин на пятерых» по пьесе эстонского драматурга Э. Ветемаа сказала, что присутствовала на «акте высокого, насыщенного мыслью и чувством искусства».
4 июля 1982 года на площади перед ДК им. Наймушина в милицейском окружении состоялась премьера запрещённого спектакля «Кто сказал, что Земля умерла?» по пьесе Э. Радзинского «Беседы с Сократом» с песнями Высоцкого, отрывками выступлений и статьями о его творчестве. После этой постановки театр закрыли за "проявленную аполитичность при самовольной постановке спектакля «Кто сказал, что земля умерла?». Гуляев был уволен и покинул город. За семь лет работы театра было поставлено 18 спектаклей.
В 1985 году выпускник театрального училища им. Б. Щукина в Москве, бывший актёр «Театра трудящейся молодёжи», воспитанник В. Гуляева — Евгений Пиндюрин организовал в городе театральную студию «Диалоги». Театр-студия «Диалоги» стал одним из лучших в Сибири. Уже в 1986 году коллектив Е. Пиндюрина был признан лауреатом II Всесоюзного театрального фестиваля за спектакль «Сорок первый» по повести Б. Лавренёва.
С 1 января 2000 года театр получил официальный статус муниципального учреждения культуры и название «Театр драмы и комедии».

## Репертуар
Репертуар театра состоит из спектаклей для детей, таких как «Почти как в сказке» Е. Шварца (2006), «Царевна-лягушка» Г. Соколовой, «Неразменный рубль» С. Белова; и взрослых: «Фаол» Д. Хармса (1993), «Ю» О. Мухиной (2007), «Не покидай меня» А. Дударева (2011) и многих других.
Одни из наиболее интересных спектаклей театра — «Фотоаппараты» по пьесе А. Гладилина (реж. Евгений Пиндюрин) и «Господа-товарищи» по мотивам произведений Аркадия Аверченко (реж. Павел Ковальчук).